# Hapshash and the Coloured Coat

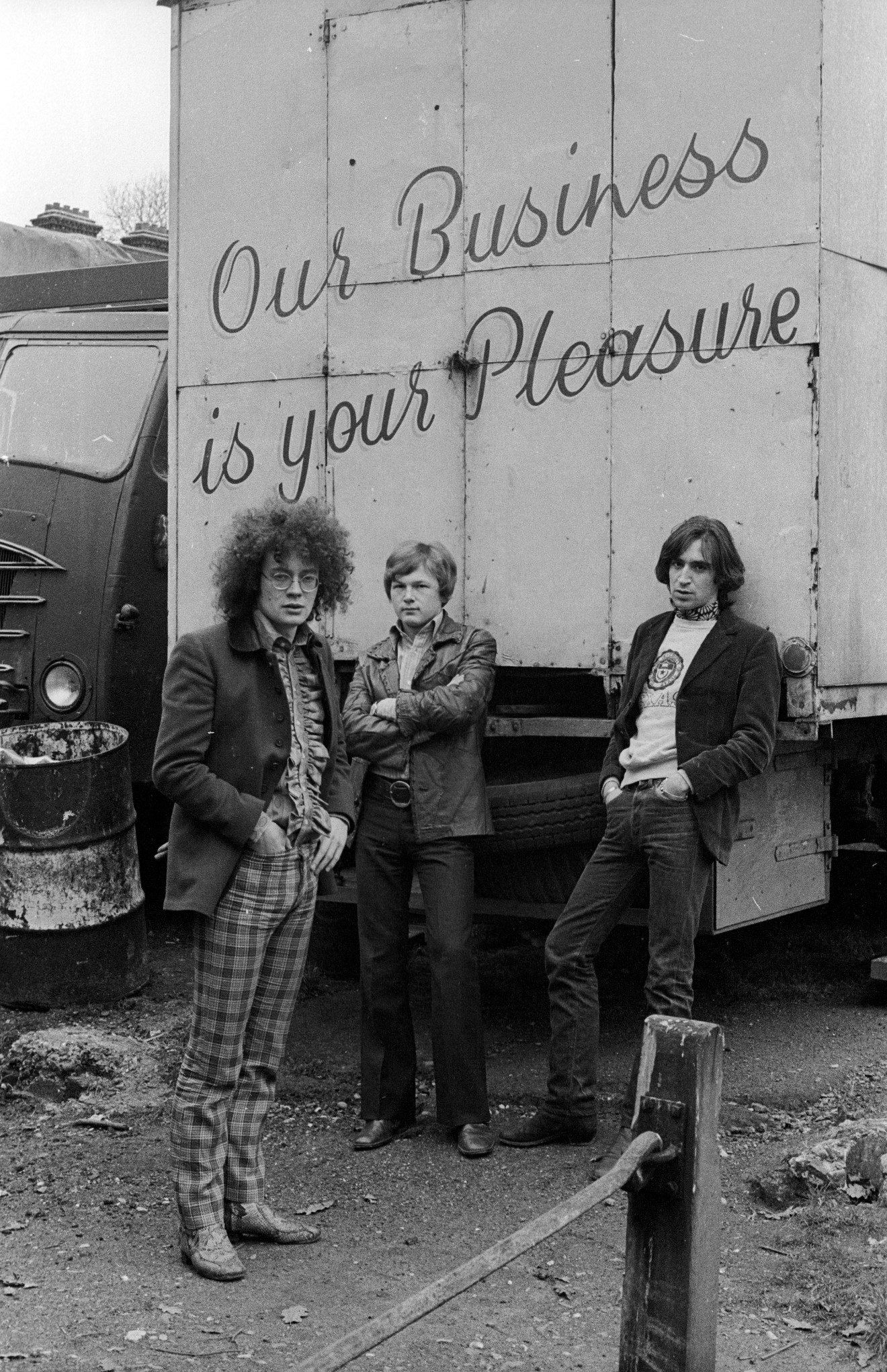

Hapshash and the Coloured Coat nannten der Illustrator Michael English (1943–2009) und der Designer Nigel Waymouth (* 1941) ihre Zusammenarbeit in der zweiten Hälfte der 1960er Jahre, aus der wegweisende psychedelische Poster sowie zwei Musikalben hervorgingen.

## Geschichte
Im Dezember 1966 wurden English und Waymouth von Joe Boyd und John „Hoppy“ Hopkins, den Betreibern des UFO Clubs, beauftragt, Werbeposter für den neuen Club zu gestalten. Zu dieser Zeit arbeitete English unter anderem für das Underground-Magazin International Times, und Waymouth war Mitinhaber der angesagten Boutique Granny Takes a Trip (GTT), wo sich das hippe „Swinging London“ einkleidete.
Zunächst arbeiteten sie unter dem Namen „Cosmic Colors“ zusammen, dann als „Jacob and the Coloured Coat“, ab März 1967 dann als „Hapshash and the Coloured Coat“. Das Projekt löste sich gegen Ende des Jahrzehnts auf.

## Poster
Neben den Arbeiten für den UFO Club entwarfen sie Poster für das Magazin Oz,  den Middle Earth Club, Pink Floyd, The 5th Dimension, The Move, The Crazy World of Arthur Brown, Soft Machine, die Incredible String Band und andere.
Die Siebdrucke waren sehr beliebt und wurden in den populären Boutiquen zum Beispiel in der Carnaby Street verkauft. Auch heute noch erzielen die Originaldrucke Höchstpreise und werden in Museen ausgestellt (viele im Victoria and Albert Museum).

## Musik
Hapshash and the Coloured Coat veröffentlichten auch zwei psychedelische Alben, Featuring the Human Host and the Heavy Metal Kids (1967) und Nigel Waymouth gemeinsam mit Mike Batt und Tony McPhee Western Flier (1969). Ersteres soll unter anderem Amon Düül und die Rolling Stones beeinflusst haben, letzteres entstand während der Auflösungsphase von Hapshash and the Coloured Coat.